# Налимова, Татьяна Борисовна
Татьяна Борисовна Налимова (29 октября 1915 — 28 октября 1995) — советская теннисистка и теннисный тренер, заслуженный мастер спорта СССР (1948), заслуженный тренер РСФСР (1968). Налимова, двукратная финалистка чемпионатов СССР в женском одиночном разряде, 21 раз становилась чемпионкой СССР в женском и смешанном парном разряде и 4 раза выигрывала Кубок СССР в составе команды «Динамо». Лидер внутреннего рейтинга СССР в 1943 году. Член Зала российской теннисной славы (с 2015 года).

## Биография
Татьяна Налимова, родившаяся в 1915 году, начала играть в теннис в 12-летнем возрасте на кортах Тярлева, где её родители снимали дачу. Через три года, уже обыгрывая всех местных любительниц, девочка приняла участие в первенстве Ленинграда по первому разряду и добилась победы. Через год на очередном первенстве Ленинграда на неё обратил внимание Вячеслав Мультино, пригласивший её тренироваться в клубе «Динамо» на Крестовском острове. Там её тренером стала жена Мультино — Зинаида Клочкова, под чьим руководством Налимова выработала острую атакующую манеру игры.
Налимова стала одним из ведущих парных игроков СССР. Эдуард Негребецкий отзывался о её стиле игры так: «У Налимовой была чисто „мужская“ игра. Обычно в игре смешанной пары мужчина контролирует три четверти площадки. С Налимовой можно было делить площадку пополам. Она отлично играла у сетки с лета. Да и подача у неё была очень сильной». В 1936 году она завоевала своё первое звание чемпионки СССР, победив в смешанном парном разряде с Евгением Кудрявцевым. Они повторили этот результат на следующий год, когда Налимова стала чемпионкой и в женских парах — с Ксенией Долголенко, а также чемпионкой Ленинграда в одиночном и парном разряде. До начала войны она ещё раз выиграла чемпионат СССР в женских парах и один раз в миксте (с Негребецким) и трижды проигрывала в финалах.
В годы Великой Отечественной войны Налимова оставалась в Ленинграде, пережив там блокаду, в которую умер от голода её отец. Работала в Куйбышевском райвоенкомате инструктором штыкового боя. В июле 1943 года выиграла чемпионат Ленинграда, в котором участвовали восемь теннисисток, победив в финале Клочкову. В августе того же года вместе с Клочковой приняла участие в открытом чемпионате Москвы, куда ленинградок переправили военным самолётом. Там они стали победительницами в парном разряде, а в одиночном Налимова стала чемпионкой после победы в финале над Надеждой Белоненко. По словам спортивного журналиста Юрия Зерчанинова, «[в]ряд ли новая чемпионка Москвы Татьяна Налимова превзошла соперниц классом игры. Но за ней было высшее право на эту победу — она её выстрадала».
В послевоенные годы Налимова дважды — в 1949 и 1952 годах — становилась финалисткой чемпионатов СССР в одиночном разряде, а число побед в парных разрядах довела до 21 (12 в женских и 9 в смешанных парах). 10 титулов в женском парном разряде она завоевала с Галиной Коровиной, 5 титулов в миксте — с Негребецким. В 1952 году она стала победительницей Всесоюзных зимних соревнований в одиночном разряде. Эти соревнования она также выигрывала восемь раз в женском парном разряде (с 1946 по 1953 год) и пять раз в миксте. Четыре раза (в 1938 и с 1946 по 1948 годы) Налимова становилась обладательницей командного Кубка СССР в составе команды «Динамо». 33 раза она побеждала в разных разрядах на первенствах Ленинграда. В период с 1937 по 1954 год Налимова входила в десятку сильнейших теннисисток СССР, заняв в ней первое место в 1943 году. В 1948 году ей было присвоено звание заслуженного мастера спорта СССР.
За пределами корта Налимова, окончившая курсы иностранных языков, работала преподавательницей немецкого языка, но затем начала тренерскую карьеру. В 1950-е годы она окончила сначала Ленинградский техникум физкультуры, а позже Институт физической культуры имени Лесгафта и с конца 1950-х годов работала теннисным тренером в обществе «Динамо». В 1968 году ей было присвоено звание заслуженного тренера РСФСР. Среди воспитанников Налимовой — мастер спорта СССР международного класса, призёр чемпионатов СССР и победительница международных турниров Анна Красько, а также мастера спорта Сергей Бурый, Сергей Василевский, Нина Иванова, Ирина Михалёва, Андрей Наседкин, Сергей Павловский и Вадим Федотов.
Татьяна Налимова умерла в 1995 году. Её памяти посвящён проходящий с 1996 года в Санкт-Петербурге детский теннисный Мемориал Т. Налимовой и Э. Негребецкого. В 2015 году имя Татьяны Налимовой было включено в списки Зала российской теннисной славы в номинации «Пионеры отечественного тенниса».